# Geschichte der Ökumene
Geschichte der Ökumene beschreibt den Teil der Kirchengeschichte, der  Spaltung und Einheit der Christen betrifft.

## Alte Kirche
Die Alte Kirche greift den römischen Ökumenebegriff auf. Sie beansprucht eine Verbreitung über die gesamte Welt und bezeichnet sich auch mit Basilius und Origenes als die „neue Ökumene“. Mit ihrer weltweiten Ausdehnung rechtfertigt Augustinus ihre Rechtgläubigkeit, welche auch als Kriterium zur Abgrenzung gegen bestimmte Häresien dient. „Ökumenisch“ und „katholisch“ werden dabei synonym gebraucht.
Alle gesamtkirchlichen Angelegenheiten wurden durch sieben Ökumenische Konzile (325–787), die der Kaiser einberief, geregelt. Die orientalischen Kirchen außerhalb des Reiches schieden dabei wegen dogmatischer (und darin ausgetragener politischer) Gegensätze aus der Ökumene aus.
Im 6. Jahrhundert brach ein Konflikt zwischen Konstantinopel und Rom über den jeweiligen ökumenischen Anspruch aus. Seither führt der Patriarch von Konstantinopel den Titel ökumenischer Patriarch, wenn auch mit regionaler Bedeutung.
Es entstanden folgende Auffassungen von Ökumene
1. die orthodoxe: Ökumenisch ist, was dem Patriarchat von Konstantinopel untersteht
2. die katholische: Ökumenisch ist, was der durch die sieben ökumenischen Konzilien, sowie dem ebenfalls ökumenisches Konzil genannten II. Vaticanum bestätigten Jurisdiktion der römisch-katholischen Kirche untersteht.
3. die reformatorische: ökumenisch ist, was seine Wurzeln im ersten ökumenischen Konzil von Nicäa sieht.

## Ökumene im 16. Jahrhundert
Bereits um die Mitte des 16. Jahrhunderts gab es einen theologischen Dialog zwischen Vertretern der Reformation und dem ökumenischen Patriarchat von Konstantinopel:
1558 sandte Patriarch Joasaph II. (1555–65) einen Diakon nach Wittenberg, um sich aus erster Hand über den Glauben und die Bräuche der Reformatoren zu informieren. Unter Mitarbeit von Philipp Melanchthon entstand eine griechische Übersetzung des Augsburger Bekenntnisses, das allerdings Konstantinopel nie erreichte, da der Bote bei einer Rebellion in der Walachei umkam.
1573 kam es zu einem mehrjährigen Briefwechsel zwischen den lutherischen Theologen Jakob Andreae und Martin Crusius und Patriarch Jeremias Tranos. Die Reformatoren empfanden eine gewisse geistliche Verwandtschaft mit den Orthodoxen, die von Rom ebenfalls als Ketzer angesehen wurden. Im Gegensatz zu den Feindseligkeiten zwischen Katholiken und Protestanten war der Ton dieses Briefwechsels auf beiden Seiten freundlich, achtungsvoll und ohne Polemik. Keine Seite versuchte, die andere zu bekehren oder ihr falsche Lehren nachzuweisen, sondern beide suchten eine gemeinsame Basis.
Die Briefpartner stellten fest, dass sie in folgenden Lehren übereinstimmten:
- der grundlegenden Autorität der Bibel, ihrer Inspiration durch den Heiligen Geist und ihrer Übersetzung in die jeweilige Sprache des Volkes
- in Bezug auf das allgemeine Wesen Gottes und seiner Dreieinigkeit
- der Erbsünde und ihrer Übertragung auf die ganze Menschheit: der Mensch, nicht Gott, sei die Ursache des Bösen
- den zwei Naturen Christi
- dass Jesus Christus allein das Haupt der Kirche sei
- der Wiederkunft Jesu Christi, dem Gericht und zukünftigen Leben und der Endlosigkeit von Lohn und Strafe
- dem Empfang der Eucharistie in beiderlei Gestalt
- der Ablehnung des päpstlichen Ablasses, Fegefeuers und obligatorischen Zölibats der Geistlichen.

Theologische Lehren, in denen sie keine Übereinstimmung erzielten, waren
- die Gleichrangigkeit der kirchlichen Tradition gegenüber dem Wort Gottes
- das Filioque (hier stimmten die Lutheraner mit den Katholiken überein)
- der freie Wille des Menschen (diesen bestritten die Lutheraner)
- göttliche Prädestination (diese bestritten die Orthodoxen)
- Rechtfertigungslehre (hier waren die Orthodoxen dem katholischen Synergismus näher)
- die Anzahl der Sakramente
- der Taufritus (Untertauchen, unmittelbar folgende Salbung und Spenden der Eucharistie bei den Orthodoxen, nur Besprengen bei den Protestanten)
- die Bedeutung der Wandlung in der Eucharistie: Hier stimmten die orthodoxen mit den Katholiken überein
- die Unfehlbarkeit der Kirche und der ökumenischen Konzilien: Auch dies vertraten die Orthodoxen mit den Katholiken gegen die Lutheraner
- die Heiligenverehrung: ebenso
- Fasten und andere kirchliche Traditionen und Bräuche.

Der orthodoxe Patriarch Jeremias sah aufgrund dieser Unterschiede, die sich alle aus der lutherischen Ablehnung einer Tradition außerhalb der Bibel herleiteten, keine Möglichkeit zu einer gemeinsamen Kommunion der beiden Kirchen. Dennoch beendeten beide Seiten den Austausch in freundlichem Ton und gegenseitiger Anerkennung.
Auch Johannes Calvin setzte sich für die Einheit der Kirche ein. Deshalb arbeitete er bei Einigungsversuchen auch mit katholischen Theologen zusammen. Nachdem sich das Konzil von Trient (1545–1563) scharf gegen die Reformation abgegrenzt hatte, beschränkte Calvin seine Anstrengungen darauf, eine Einigung zwischen der reformierten und lutherischen Kirche herbeizuführen.

## Ökumene im 19. Jahrhundert
Nach dem Zeitalter des Konfessionalismus erwuchs auf protestantischer Seite das Bestreben nach einer, auf den Kern des Glaubens gerichteten Lebensweise, man wollte sich von der rationalistischen Theologie der Aufklärung abwenden und zu einer „Theologie der Herzen“ zurückkehren. Mit dem Anspruch der „gänzlichen Durchdringung“ (Schleiermacher) aller Lebensbereiche, wurden durch den Pietismus konfessionelle und nationale Begrenzungen gesprengt. Dieser ökumenische Akzent des Pietismus war nicht von den Landeskirchen ausgegangen, sondern war zunächst eine Bewegung in kleineren privaten Gruppen und Vereinen. Beispielhaft zeigt sich dies in ökumenischen Studenten-Bibelkreisen (genannt Kränzchen oder Erbauungskränzchen) ab den 1830er Jahren. Aus diesen ökumenisch-pietistischen Kränzchen entstanden ab 1838 die ersten Wingolfsverbindungen und schließlich 1844 der Wingolfsbund als noch heute bestehende älteste ökumenische Institution.
1874 und 1875 hat die Alt-Katholische Kirche in Deutschland zu zwei Unionskonferenzen anglikanische, orthodoxe und evangelische Theologen nach Bonn eingeladen. Grundlage der Beratungen war der Glaube, die Verfassung und der Kultus der alten, ungeteilten Kirche. An beiden Konferenzen wurde von den Theologen eine weitgehende Übereinstimmung erzielt, die jedoch ohne Konsequenzen für das Leben der beteiligten Kirchen blieb. Die Alt-Katholiken führten fortan getrennte Verhandlungen mit den Anglikanern und den Orthodoxen. Mit den Anglikanern führten diese 1931 zum „Bonn Agreement“ über die Interkommunion zwischen der Utrechter Union der Alt-Katholischen Kirchen und der Anglikanischen Gemeinschaft, die Anfang der 50er Jahre zur vollen Kirchengemeinschaft ausgeweitet wurde.
Der Begriff der Ökumene erfuhr mit der Mission eine Erweiterung. So gründete man im 19. Jahrhundert die Evangelische Allianz. Zahlreiche Missionsgesellschaften und Bibelgesellschaften schufen Voraussetzungen für ökumenische Kontakte.
Im CVJM entstand der Begriff einer „ökumenischen Gesinnung“, der auch das 20. Jahrhundert prägte und wohl in der Ökumenischen Missionskonferenz 1900 in New York einen ersten Höhepunkt fand. Schon 1855 legte die „Pariser Basis“ dafür die Grundlage, indem sie als Voraussetzung für die Mitgliedschaft den persönlichen Glauben festlegte und nicht nach einer Konfessions-Zugehörigkeit fragte.

## Ökumene im 20. Jahrhundert (1900–1945)
Um den Übergang vom 19. ins 20. Jahrhundert war die Erosion der politischen und gesellschaftlichen Macht der Kirchen unübersehbar geworden und bewegte auch die intellektuell-religiöse Welt, die Theologen, die Denker bis in die Spitzen der Hierarchien, die alle die neuen Verhaltensweisen und Interessen der Bevölkerung, in den Gemeinden, nicht mehr übersehen und die Mahnungen von Priestern und Pfarrern nicht mehr überhören konnten. Das Zeitalter der Industrialisierung und die damit verbundenen Änderungen bewirkten ein neues Selbstbewusstsein des westlichen Menschen – vielfach in Abkehr von Religiosität –, jedoch auch neue Gefahren, neue Konflikte. Der Status der Kirchen selbst erschien bedroht, die internen Auseinandersetzungen verloren an Gewicht, Organisationsprozesse waren immer weniger zu kontrollieren. Gedanken an Erneuerung waren kaum mehr abzuweisen.

### Protestantismus
Die „Konfessionsprägung der Neuzeit“ war weitgehend abgeschlossen, doch „innerhalb des nordamerikanischen wie des europäischen protestantischen Christentums erstarkten im 19. Jahrhundert Tendenzen, die als ‚freie Vereinigungen‘ oder als ‚konfessionelle Weltbünde‘ auf kirchenübergreifende, ökumenische Gemeinschaftsformen zielten. […] Diesen Erweckungsbewegungen und -vereinigungen ging es dabei weniger um Wiedervereinigung der getrennten Kirchen, sondern um die Bruderschaft gläubiger Christen über Kirchen- und Ländergrenzen hinweg.“

Institutionelle Entwicklung

Eine Darstellung der Entwicklung als ‚ökumenische Bewegung‘ erscheint um die Jahrhundertwende noch zu früh, doch verbreitete sich der Gedanke „besonders unter der christlichen Jugend und Studentenschaft“ und fand auch in verschiedenen ‚(Welt-)Jugendbünden‘ organisatorische Formen. Vor dem Ersten Weltkrieg entstanden nationale Bünde von Kirchen gleicher Bekenntnisgrundlage und danach verstärkt internationale Zusammenschlüsse.
Bereits die Weltmissionskonferenz 1910 in Edinburgh „empfand sich – ohne die Bezeichnung ‚ecumenical‘ – durchaus als ökumenisch.“ Dabei wurde auch die Notwendigkeit einer „Verständigung über die Frage der Lehrinhalte“ erkannt und – nach Unterbrechung durch den Weltkrieg – 1921 der „Internationale Missionsrat“ gegründet, der sich nach einigen Vollversammlungen 1961 mit dem Ökumenischen Rat der Kirchen vereinigte.
Die zweite ‚institutionelle Linie‘, die durch den Einbezug der ‚sozialen Frage‘ „auch außerhalb kirchlicher Kreise große Resonanz (gewann)“, war die „Bewegung für praktisches Christentum“. Sie hielt 1925 ihre erste Weltkonferenz in Stockholm ab. Im Vorfeld (und noch während der Konferenz) gab es verschiedene Spannungen – etwa um die Teilnahme orthodoxer Kirchen, das Gewicht theologischer Fragen, die Bedeutung der ‚Völkerbeziehungen‘. „Sehr wenige Delegierte kamen aus Gebieten, die man später als ‚Dritte Welt‘ bezeichnete.“
Als dritte Kraft konstituierte sich die Bewegung für Glauben und Kirchenverfassung – sie war stärker auf die Kirchen selbst ausgerichtet, war amerikanisch geprägt, offener gegenüber Orthodoxen und auch an Kontakten zum Vatikan interessiert. Die erste Weltkonferenz für Glauben und Kirchenverfassung fand 1927 in Lausanne statt. Auch dieses Treffen diente der Verständigung und dem Austausch, doch jeder Versuch, „ein praktisches Ergebnis zu erzielen, das den Weg in Richtung auf die Einheit symbolisierte“, war blockiert: „Es blieben unvereinbare Vorstellungen bestehen […], auf der Basis eines Kompromisses die Einheit herbeizuführen.“ Der „Fortsetzungsausschuß“ der Konferenz bereitete jedoch den Zusammenschluss der Bewegung für praktisches Christentum mit Glaube und Kirchenverfassung vor. „Auf der jeweils zweiten Konferenz der beiden Bewegungen, die beide im Jahre 1937 in Großbritannien (Oxford und Edinburgh) stattfanden, wurde diese Vereinigung beschlossen.“
1938 in Utrecht wurde eine „provisorische Struktur“ zur Gründung des ‚Ökumenischen Rat der Kirchen‘ geschaffen, die „sich als wesentlich (erwies), da die erste Vollversammlung – die für 1941 vorgesehen war – aufgrund des Zweiten Weltkrieges bis 1948 verschoben werden mußte.“

### Katholizismus
„Das Verhältnis der römisch-katholischen Kirche zu allen anderen Christen wird durch den Glauben bestimmt, daß sie allein die Eine, Heilige, Katholische und Apostolische Kirche ist, von Jesus Christus gestiftet und in den Glaubensbekenntnissen bezeugt.“ Modifikationen in Bezug auf die individuelle Errettung des Menschen wurden allenfalls im Zusammenhang mit der „Häretikertaufe“ oder denjenigen, die „in Treue gegen den Gott, den sie kennen, leben und sterben“ zugestanden – wenn denn „ihre falschen Vorstellungen von der Taufe und dem Wesen der Kirche auf ‚unüberwindlicher Unwissenheit‘ beruhte“. Diese „Ausnahmen […] zu der Frage, wer selig werden kann, […] ändern nichts an der Lehre, daß jene Kirche allein die wahre Kirche ist und daß alle Einheit der Kirche von der Anerkennung dieses Anspruchs abhängt.“
Zwischen den Weltkriegen

Diese Haltung bestimmte auch das Verhältnis zur protestantisch initiierten Ökumene – Einladungen zur Präsenz auf Versammlungen oder Konferenzen (etwa als ‚Beobachter‘) wurden vor und nach dem Ersten Weltkrieg höflich, aber ohne jede Thematisierung einer Teilnahme beantwortet. „Die Haltung des Papsttums wurde unmißverständlich klargestellt durch ein Dekret des Heiligen Offiziums vom 8. Juli 1927, das den römischen Katholiken die Teilnahme an der Lausanner Konferenz verbot, und nach der Konferenz durch die Veröffentlichung der Enzyklika Mortalium animos von 1928: […] Ihre Haltung war kompromißlos.“ Vom Vorwurf, es würden „unterschiedslos alle eingeladen, Nichtgläubige aller Schattierungen wie Christen, ja auch jene, die von Christus abgefallen sind“, über Ideen, die „Schritt für Schritt in den Naturalismus und Atheismus hinein (geraten)“ bis hin zur Unterstellung, dass „(sich) unter diesen einladenden und verführerischen Worten […] ein sehr ernster Irrtum (verbirgt), der das Fundament des katholischen Glaubens ganz auseinanderbricht.“ Fazit: „Unter diesen Bedingungen kann natürlich weder der Apostolische Stuhl irgendwie an ihren Tagungen teilnehmen, noch dürfen die Gläubigen derartigen Versuchen ihre Stimmen oder ihre Hilfe anbieten.“
„Unter den Christen außerhalb der römisch-katholischen Kirche war die allgemeine Reaktion Enttäuschung und Bitterkeit, [… man] kam aber zum Entschluß, daß eine […] offizielle Antwort weder weise noch wünschenswert sei.“
„Aus den Trümmern dieser ersten Versuche entstanden im Lauf der dreißiger Jahre zaghaft die ersten Anfänge dessen, was man bis zum Zweiten Vatikanischen Konzil den katholischen Ökumenismus nannte.“
Geantwortet wurde (von beiden Seiten) allenfalls in persönlichem Rahmen, in Zeitschriften, in der Literatur, es entstand ein „neubelebtes Interesse an der Theologie der Wiedervereinigung.“ 1939, im Vorfeld der beabsichtigten Gründung des ‚Ökumenischen Rates der Kirchen‘ kam es in Großbritannien zur Vereinbarung einer Toleranz auf persönlicher Ebene, um „Informationen über Gegenstände gemeinsamen Interesses auszutauschen.“ Der Zweite Weltkrieg legte die institutionellen Verbindungen wiederum lahm.

### Zweiter Weltkrieg
Die Kriegszeit „hat das Bewußtsein eines gefährdeten gemeinsamen Erbes den römisch-katholisch-protestantischen Beziehungen in vielen Ländern eine Tiefe der Verbundenheit im christlichen Zeugnis geschenkt, wie es sie nie zuvor gegeben hat.“ In ganz Europa „haben römische Katholiken und Protestanten miteinander gelitten und sind miteinander in Gefängnissen und Konzentrationslagern gestorben, [… in] der Widerstandsbewegung.“

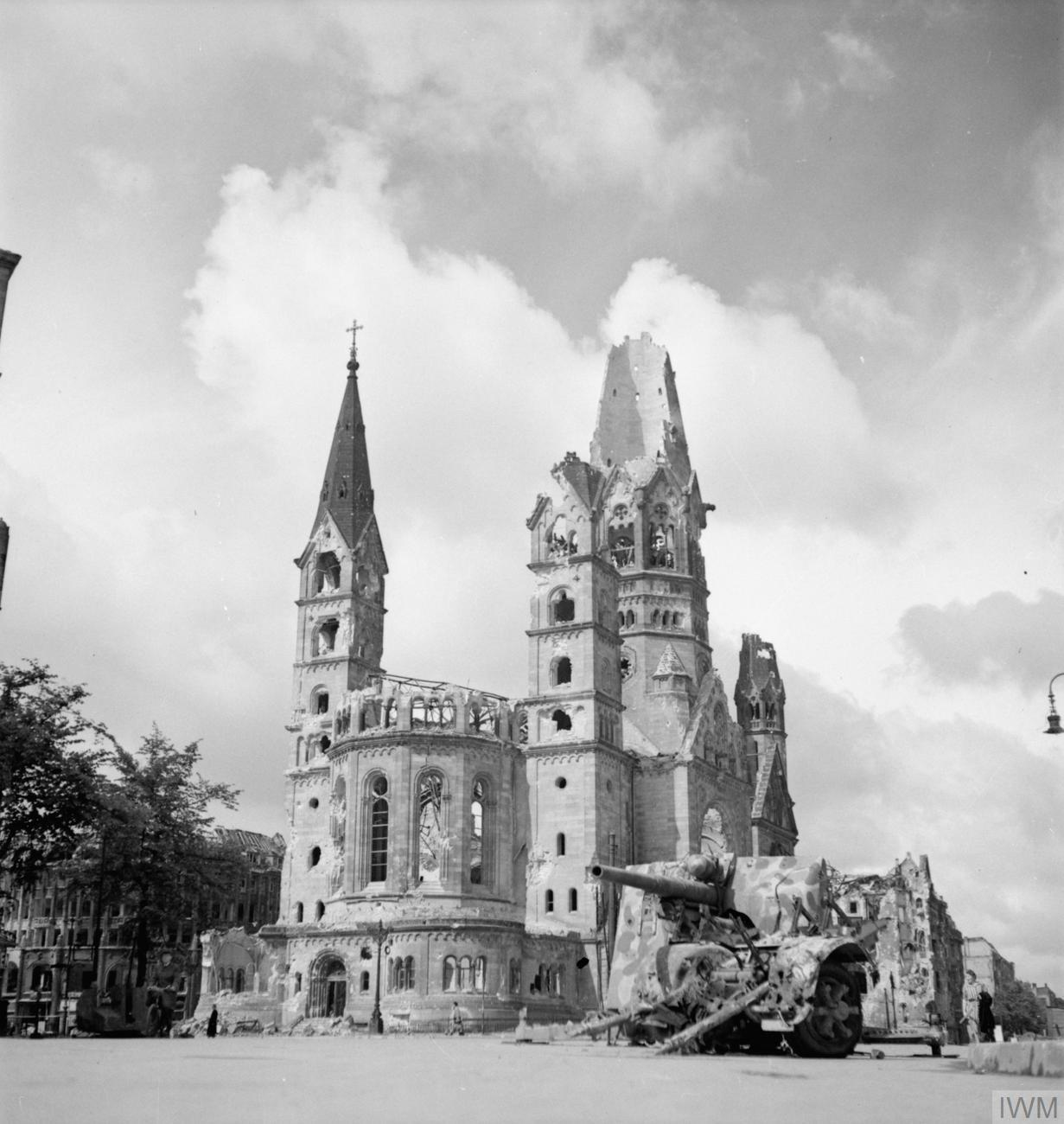
Kaiser-Wilhelm-Gedächtniskirche in Berlin (7. Juli 1945)

Im Rückblick gesehen bedurfte es der Erfahrungen des Zweiten Weltkrieges, um die traditionellen christlichen Nationen, die sich Kampf gegenüberstanden, zu neuen Einsichten zu bringen. Die damit verbundene Dynamik ging von der Bevölkerung aus, die den Leiden und Schrecken des Krieges in den zerstörten Landschaften und Städten, an der Front, in Gefängnissen und Lagern ausgesetzt war. Die Hierarchien hatten zumeist überlebt und setzten ihre alte Politik auch vorerst fort – historisch neu war nun, dass die ‚Laien‘, die ‚Gemeindemitglieder‘ – vielfach die Jugend – aktiv wurde: die ‚Ökumenische Bewegung‘ formierte sich nun als Kraft ‚von unten‘, die ein neues Selbstverständnis von Gemeinschaft schuf.

## Ökumene im 20. Jahrhundert (Nachkriegszeit)
Nach der ersten Phase erlebter Gemeinsamkeit unter dem Druck des Nationalsozialismus – „Freundschaften wurden geschlossen, die nur der Tod auflösen konnte“ –, dominierten schon bald wieder die institutionellen, an den traditionellen Prinzipien der Lehre orientierten Körperschaften und Hierarchen der Kirchen: „In allen Ländern ging angesichts der Inanspruchnahme durch die Aufgaben der Friedenszeit etwas von dieser Stimmung [nach dem Kriegsende] verloren. Altes Misstrauen machte sich wieder bemerkbar; ermüdete Männer kehrten auf engere Pfade zurück, der Tod nahm einige der bedeutendsten Führer fort. Um der Wahrheit willen [– so die Auffassung der ökumenischen Chronisten –] müssen wir feststellen, daß das Schwinden der wunderbaren neuen Stimmung in einigen Fällen durch eine Verhärtung der offiziellen römisch-katholischen Haltung verschuldet wurde.“

### Die Gründung des Ökumenischen Rat der Kirchen
„Bei der letzten Vollsitzung des Vorläufigen Ausschusses (1947 in Amerika) zur Vorbereitung der Vollversammlung, die den Ökumenischen Rat der Kirchen konstituieren sollte“, wurde beschlossen, insgesamt zehn der zahlreichen interessierten römischen Katholiken „als inoffizielle Beobachter“ einzuladen. Dies erfolgte Anfang 1948, doch behielt sich Kardinal de Jong, der Erzbischof von Utrecht, die Genehmigung vor und unternahm nichts weiteres. „Am 5. Juni 1948 veröffentlichte das Heilige Offiziums ein Monitum Cum Copertum und erinnerte dort an den Kanon 1325 (III), der ‚gemischte Versammlungen’ ohne vorherige Erlaubnis des Heiligen Stuhls verbietet. […] Keinem römischen Katholiken wurde vom Heiligen Stuhl die offizielle Erlaubnis gegeben.“ Die einzigen dann teilnehmenden römischen Katholiken waren Journalisten.
Die Gründungsversammlung fand vom 22. August bis 4. September 1948 in Amsterdam statt. Die Delegierten von ca. 150 Kirchen bestätigten dem ÖRK „die Möglichkeit gegenseitiger Beratung und Gelegenheit für ein gemeinsames Vorgehen in Fragen gemeinsamer Interessen [zu] schaffen. Er kann im Auftrag von ihn konstituierenden Kirchen in solchen Fragen handeln, die ihm von einer oder mehreren Kirchen übertragen werden. Er hat die Vollmacht, regionale Konferenzen und Weltkonferenzen über bestimmte Fragen je nach Bedarf einzuberufen.“
Der Beginn der Vollversammlung war durch eine Ansprache von Karl Barth gekennzeichnet. Im Auditorium gab es scharfe Auseinandersetzungen um politische Fragen, bis die Versammlung die Auffassung vertrat, „daß die Kirchen kein Gesellschaftssystem zu bevorzugen hätten, [… da] weder der Kapitalismus noch der Kommunismus christliche Authentizität für sich in Anspruch nehmen könnten.“

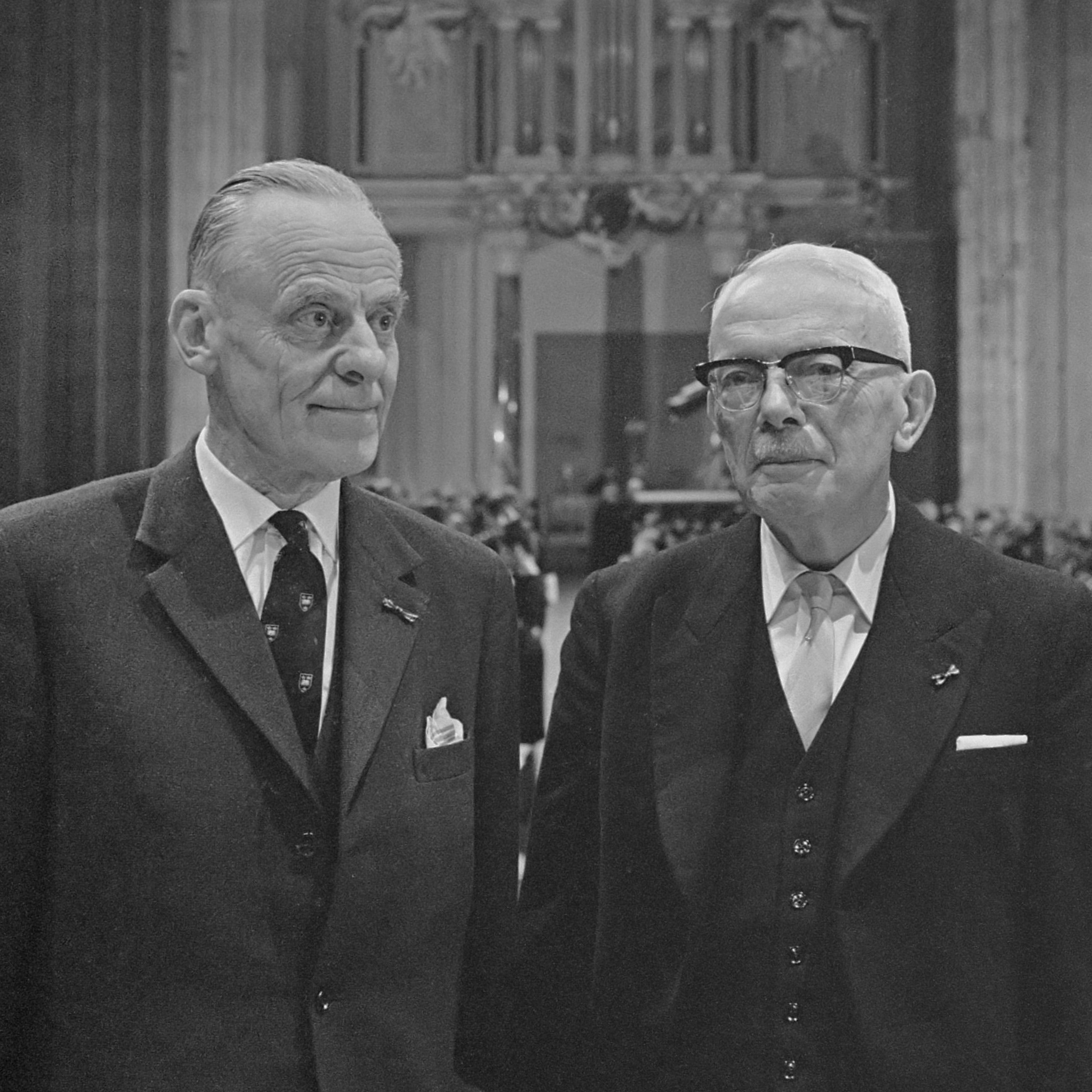
Visser ’t Hooft (links), 1964

Ein Präsidium aus sechs Vorsitzenden wurde gebildet. Generalsekretär wurde W. A. Visser ’t Hooft, der „für viele als der wirkliche Vorsitzende des ÖRK (galt).“ Im ersten Zentralausschuss des ÖRK (90 Mitglieder) wollte man „eine ausreichende Anzahl von Laien und Frauen ernennen, was nahezu gelang.“ Die politischen Kontroversen beunruhigten weiterhin, doch „Probleme und Debatten hinderten den ÖRK nicht an seiner Fortentwicklung.“
Vom 15. bis zum 31. August 1954 fand in Evanston (Illinois), USA, die zweite Vollversammlung mit 1300 Teilnehmern statt. Präsident Eisenhower stattete ihr einen Besuch ab. Das Motto „Christus, die Hoffnung der Welt“ thematisierte die Beziehung „zwischen dem Reich Gottes und der menschlichen Geschichte.“ Dies öffnete den ÖRK weiterhin für politische Angelegenheiten, auch für Bemühungen um die Teilhabe orthodoxer Kirchen, – neben den „alten Patriarchaten“, die bereits Mitglieder waren –, vor allem für die Russisch-Orthodoxe Kirche.
Die dritte Vollversammlung des ÖRK fand vom 18. November bis 6. Dezember 1961 in Neu-Delhi statt. Knapp ein Jahr vor der Eröffnung des Zweiten Vatikanischen Konzils waren fünf offizielle römisch-katholische Beobachter anwesend. Bezeichnend war die Integration des „Internationalen Missionsrats (IMR)“ und die Neumitgliedschaft von zwölf autonom gewordenen afrikanischen Kirchen sowie der Eintritt der orthodoxen Kirchen von Russland, Rumänien, Bulgarien und Polen. Erweitert wurde die „dogmatische Basis des ÖRK“ durch das Bekenntnis einer Gemeinschaft „gemäß der Heiligen Schrift“ und zur Trinität.
„Seit der Versammlung von Neu-Delhi 1961 ging der ÖRK etwas auf Distanz zu seiner protestantischen angelsächsischen und europäischen Einwurzelung. Er repräsentierte jetzt 198 Kirchen mit ungefähr 400 Millionen Christen. Es kennzeichnete ihn eine konfessionelle, geographische und kulturelle Pluralität.“
Katholischer Ökumenismus
„Die Instruktion des Heiligen Offiziums Ecclesia catholica sprach sich (1949) sogar für den katholischen Ökumenismus aus und band ihn eng an die hierarchischen Instanzen. Wenn die katholische Konferenz für Ökumenismusfragen auch von dem diskret gegebenen grünen Licht profitierte, so blieben die offiziellen Beziehungen zum Genfer Rat doch unbedeutend und die offiziösen Verbindungen ungewiß. […] Die Sache der Ökumene sollte in Rom nicht vor dem Pontifikat Johannes’ XXIII. triumphieren.“

## Zweites Vatikanisches Konzil

### Konzilsvorbereitung und ÖRK
Schon bald nach seiner Wahl kam Johannes XXIII. „zu der Überzeugung, daß es im weltweiten Kontext relativer Entspannung auch möglich sein sollte, die Bischöfe zu Beratung anstehender Probleme auch in der Hoffnung zusammenzurufen, daß die Erneuerung des Katholizismus auf der Grundlage des Evangeliums die Annäherung an die getrennten Christen erleichtern sollte.“
„Seit August 1959 stand bei Johannes XXIII. Die Entscheidung fest: Beobachter anderer Kirchen können am Konzil teilnehmen, wenn sie die an sie gerichtete Einladung annehmen.“ Die Gründung eines Sekretariats für die Einheit der Christen im Juni 1960 unter Kardinal Bea hatte „einen entscheidenden Einfluß […] auf die ‚Konversion‘ des Konzils hin zum ökumenischen Geist wie auch auf die Berücksichtigung der ökumenischen Dimension bei den von der Vollversammlung behandelten Lehrfragen.“ Doch waren die obersten Repräsentanten des ÖRK „nicht von vornherein von dieser Einladung begeistert [… und] noch mehr Probleme bereitete dies der orthodoxen Kirche.“ Befürchtet wurde eine „Gefahr für den Zusammenhalt der ÖRK-Beobachter“ oder eine „Vereinnahmung der ökumenischen Bewegung durch den Katholizismus“. Bis auf die Russisch-Orthodoxe Kirche hatten sich jedoch im letzten Augenblick alle entschlossen, der Einladung zu folgen. 168 Beobachter und Gäste des Sekretariats nahmen am Konzil teil.

### Bedeutung des Konzils

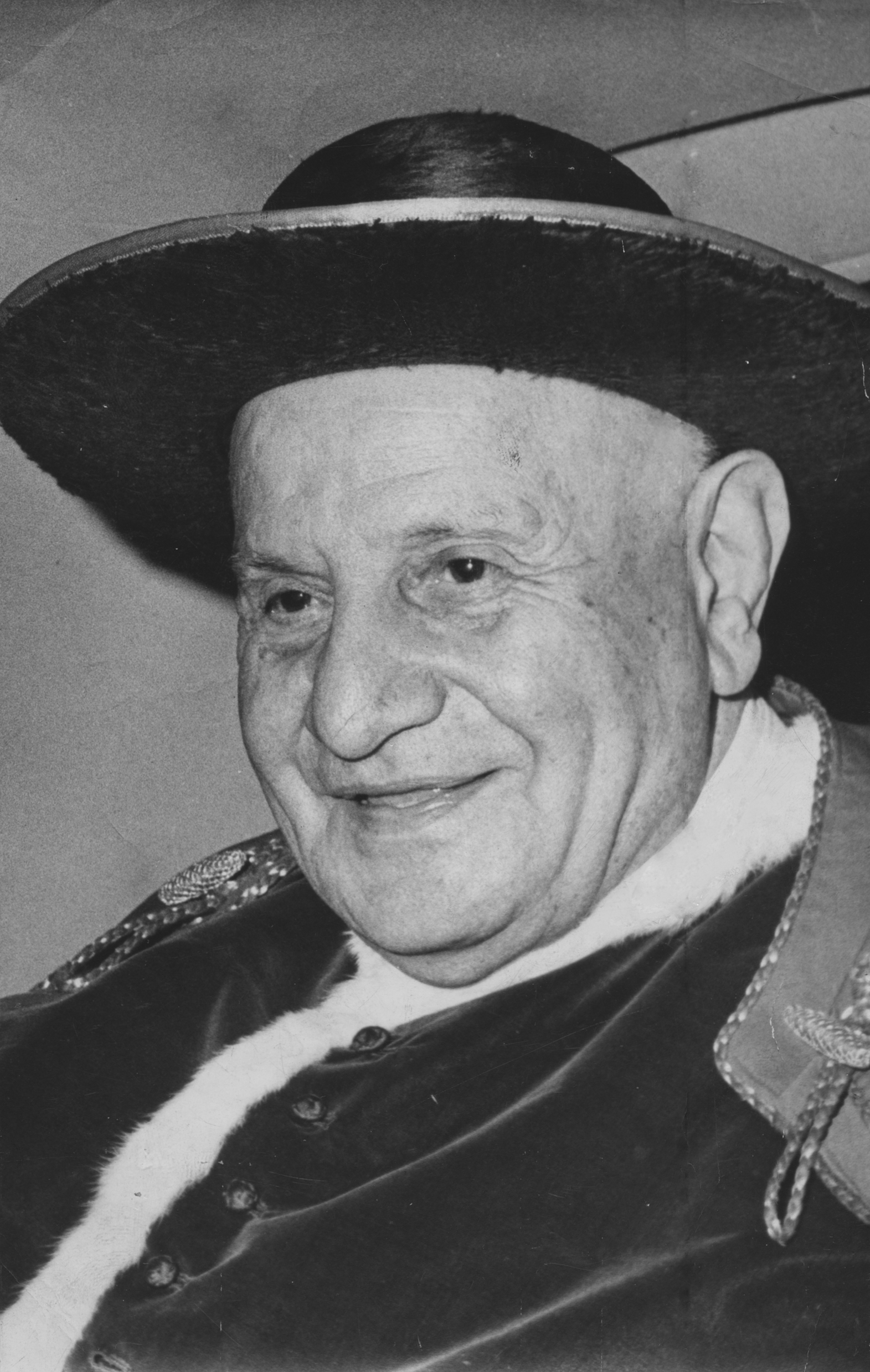
Johannes XXIII.

„Die Wahl von Johannes XXIII und die Ankündigung des Konzils weisen zweifellos auf eine ‚Wende‘ hin, deren Bedeutung weit über die römische Kirche hinausreicht, wie das nachhaltige Echo auf die Initiative des Roncalli-Papstes innerhalb anderer christlicher Konfessionen und weiterer Kreise bezeugen.“
Das Konzil war Teil der allgemeinen, weltweiten Aufbruchstimmung der 60er Jahre – hervorgerufen durch die Notwendigkeit von Veränderung nach dem Weltkrieg; dem Mut und dem Willen, Alternativen zu entwickeln und zu erproben und von den auf allen Ebenen erkennbaren Realisierungschancen für neue Ideen und deren Umsetzung. Es erschien nur noch eines Anstosses zu einer besseren Welt zu bedürfen. Kompromissbereitschaft wurde zu einem positiven Wert.
Vorbereitung

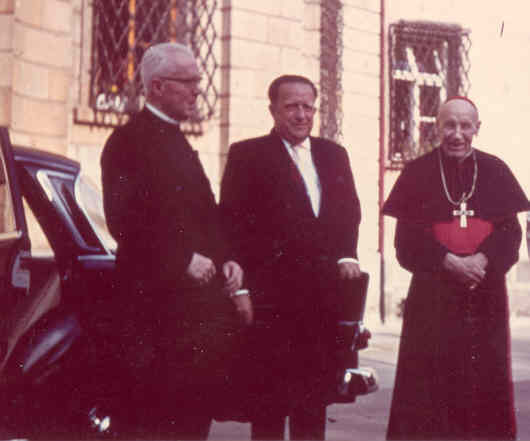
Kardinal Bea, 1962 (rechts)

Auch der neue Papst „verkörperte sichtbar den Mann des Kompromisses wie des Übergangs [… –] bereits mit seinen ersten Initiativen (sollte er) für Überraschungen sorgen. […] Von seinen Erfahrungen und seinem Geschichtsverständnis her erkannte er den notwendigen Anstoß für die Erneuerung der Kirche.“ Er erneuerte das Kardinalskollegium grundlegend, „begnügte sich mit den bestehenden Institutionen, gestaltete sie jedoch in der Überzeugung um, daß aus dem Konzilsaufschwung mit der Zeit neue Strukturen entstehen werden. […] Die einzige, aber wesentliche Reform, stellte die Gründung des Kardinal Bea übertragenen Sekretariats für die Einheit der Christen dar.“
Nach seiner Wahl im Oktober 1958 kündigte Johannes XXIII. „nach zweimonatiger Überlegungszeit“ am 25. Januar 1959 die Abhaltung eines ökumenischen Konzils an. Es gab zahlreiche Erklärungen und verschiedene Spekulationen über die Absichten des neuen Papstes und „von Herbst 1960 bis Sommer 1962 waren die vom Papst angeregten 10 Kommissionen (und die beiden Sekretariate) – von denen er rasche Ergebnisse erwartete – in voller Aktion. […] Als das Konzil einige Monate später eröffnet wurde, waren sie bereits auf die Stürme vorbereitet, die unmittelbar darauf losbrechen sollten.“

### Das Konzil

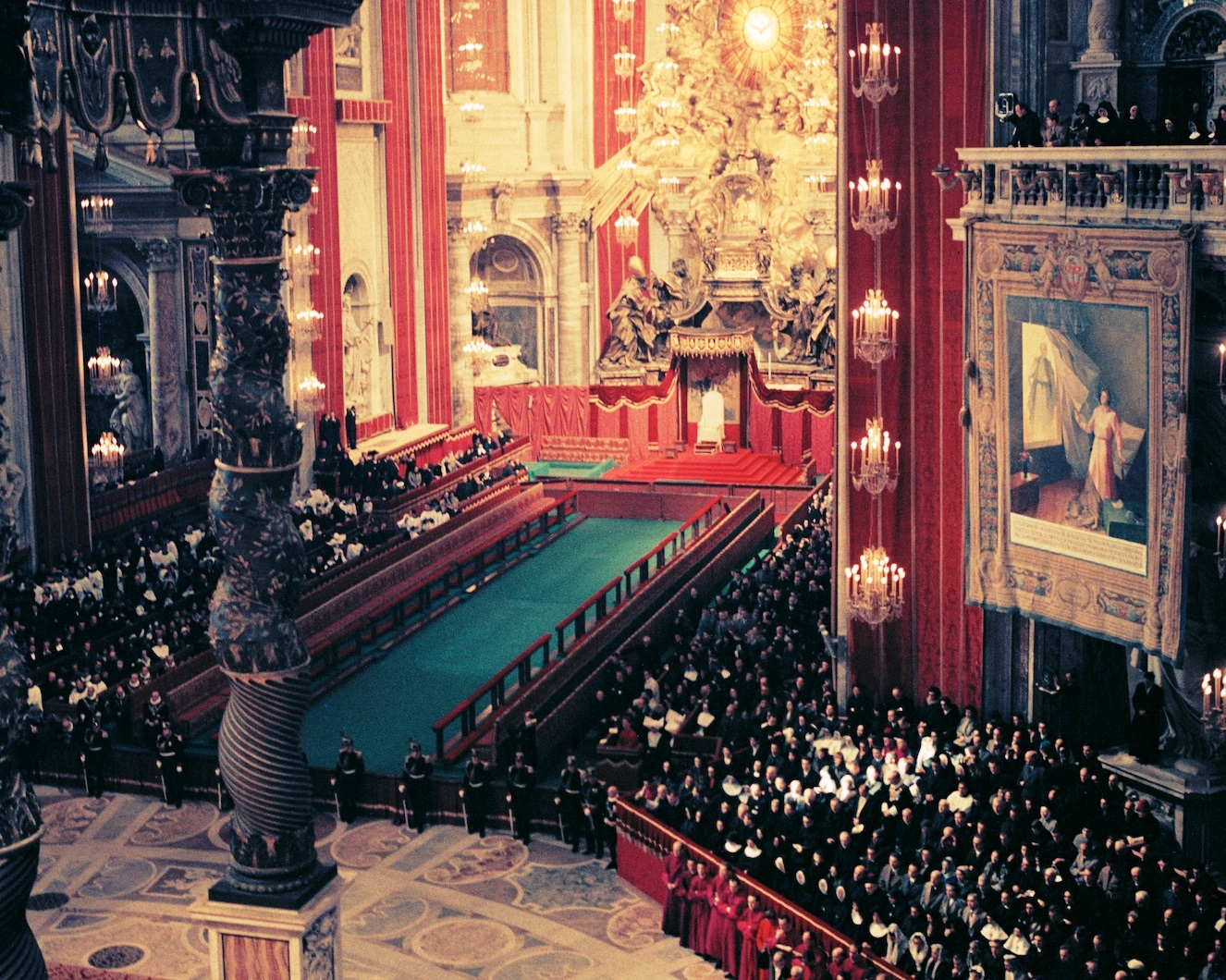
Das Konzil im Petersdom

Seine Eröffnungsansprache am 11. Oktober 1962 im Petersdom schloss der Papst mit dem Hinweis, „daß die Aufgabe der Kirche darin bestehe, alle Anstrengungen zur Förderung der Einheit unter den Christen aufzubringen, um damit den Weg zur Einheit der Menschheit zu ebnen.“ Diese Formulierung, sowenig sie anfänglich bewertet wurde, gewann im Verlauf des Konzils immer mehr an Gewicht, sodass nun auch in der historischen Aufarbeitung „neuere Forschungen zeigen, wie fundamental letztlich die Ökumene im Leben des Konzils war.“
Die Vollversammlung

An der Eröffnungsversammlung nahmen 2381 Konzilsväter teil, bei der letzten Sitzung am 7. Dezember 1965 wurden 2390 Stimmberechtigte gezählt. „Im Durchschnitt bewegte sich die Präsenz zwischen 2050 und 2200 Teilnehmern. […] Zum ersten Mal in der Kirchengeschichte (war) die ganze Welt vertreten.“ Die Besetzung repräsentierte den Übergang von der Tradition zur Moderne. Die europäischen Bischöfe machten nicht mehr als ein Drittel aus, davon waren mehr als die Hälfte Italiener. Die 60 deutschen Bischöfe hatten „eine herausragende Stellung dank der Präsenz einiger bedeutender Persönlichkeiten (vor allem die Kardinäle Frings, Döpfner und Bea). […] Von den mehr als 500 Konzilsvätern aus Asien und Afrika waren die meisten Missionare europäischer Abstammung. Hinzu kamen fast 200 Bischöfe aus den Vereinigten Staaten, 350 Bischöfe aus Lateinamerika; aus den Kirchen mit ostkirchlichem Ritus: 15 Ukrainer, 60 Würdenträger aus dem Vorderen Orient; für China (die ‚Kirche des Schweigens‘) sprachen 46 im Exil befindliche Missionsbischöfe. Aus Osteuropa stammten etwa 50 Bischöfe, 17 aus Polen und 24 aus Jugoslawien.“

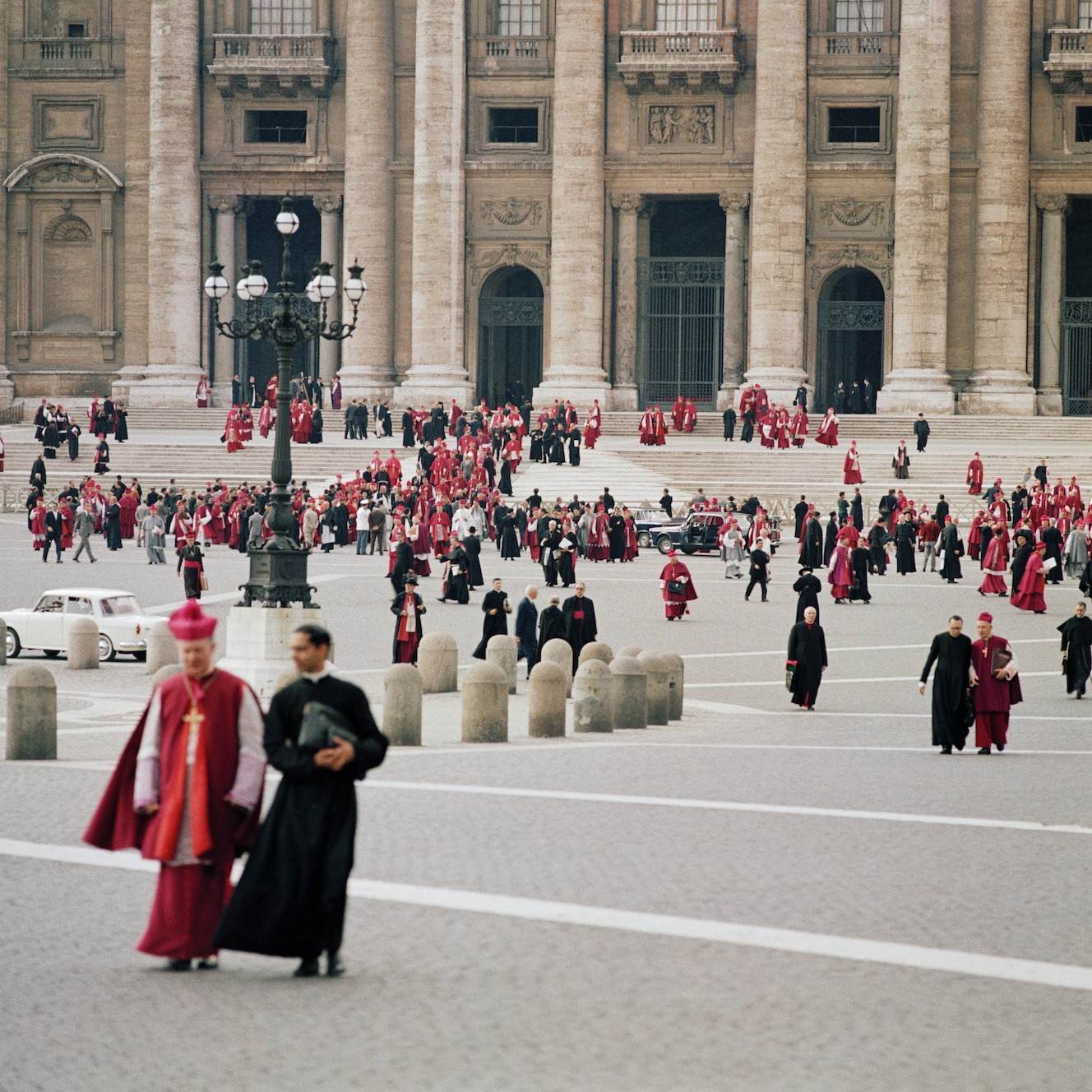
Konzilsteilnehmer vor dem Petersdom

Entgegen den Erwartungen kam es auf dem Konzil nicht zu einer ‚Verdammung‘ des Kommunismus.
Mehrheiten und Minderheiten

Die Konturen der sich bald herausbildenden Gruppierungen „waren nicht klar abgesteckt“, doch „den ursprünglichen Kern der ‚Mehrheitspartei‘ bildeten die Bischöfe Westeuropas, denen sich sehr bald viele Afrikaner und einige Südamerikaner anschlossen. Letztendlich machten sie 80% der Vollversammlung aus.“ Im Verlauf der Sitzungen schlossen sich zunehmend ‚unformierte’ Konzilsväter der zu Reformen entschlossenen Mehrheit an. Die konservativen Opponenten zählten 400 bis 500 Stimmen, „vor allem die Bischöfe Italiens, Spaniens, der Philippinen, Brasiliens und Osteuropas. […] Falsch ist die Annahme, treibende Kraft dieser Minderheit wäre die Kurie insgesamt gewesen.“
Den Einladungen folgten auch „an die hundert Beobachter […] der von Rom getrennten Kirchen“ und – nachdem ihr Fehlen bemerkt worden war – Angehörige von Laienorganisationen: „‚Auditoren‘, schließlich auch einige ‚Auditorinnen‘“; zuletzt 63, die 15 Nationen vertraten.

### Die Erneuerung
Entscheidend für die Durchsetzung, doch heftig umstritten waren die Abstimmungen über die Religionsfreiheit und auch die Vorlage De oecumenismo, die von konservativer Seite blockiert wurden – angeblich mit Hilfe des neuen Papstes Paul VI., der nach dem Tod von Johannes XXIII. (3. Juni 1963) am 21. Juni 1963 gewählt worden war.

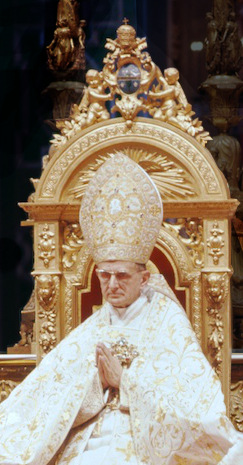
Papst Paul VI. während des Konzils

„Sehr schnell stellte sich heraus, daß dieser Pessimismus unangebracht war“: Neu erhobene Kardinäle „erhöhten den Einfluß der Konzilsmehrheit innerhalb des Kardinalkollegiums [… und] eine Reihe weiterer Entscheidungen Pauls VI. Beruhigte diejenigen, die befürchteten, er habe sich von den Gegnern der konzilianten Reform manipulieren lassen.“
Nach Überarbeitungsverweisen an Unterkommissionen wurden die nun sogar verbesserten Texte, die von Bedeutung für die Zukunft der Ökumene waren, noch rechtzeitig in der vierten Konzilsperiode beschlossen:

„Das Dekret Unitatis redintegratio zum Ökumenismus regelt die Beziehungen zu den anderen christlichen Kirchen. Es wurde mit 2129 placet gegen 64 Stimmen angenommen. Sein Text […] markiert einen entscheidenden Übergang von der unionistischen Zeit, in der die Nichtkatholiken einzig zur Rückkehr in den Schoß der katholischen Kirche aufgefordert wurden, zu einem Kirchenbegriff, der die gemeinsame Suche nach Einheit durch den Dialog ermöglicht.“

- Der verbesserte Text über die Religionsfreiheit wurde ebenfalls mit großer Mehrheit (1997 gegen 224 Stimmen) angenommen.

- „Der überarbeitete Text über die ‚Kirche in der Welt von heute‘ wurde insgesamt positiv aufgenommen, wenngleich er von den einen weiterhin als verfrüht, von anderen als zu vorsichtig beurteilt wurde.“ Zum ersten Mal wurden hier von der Kirchenleitung „systematische Überlegungen zur gegenseitigen Beziehung von Kirche und Welt [vorgelegt].“

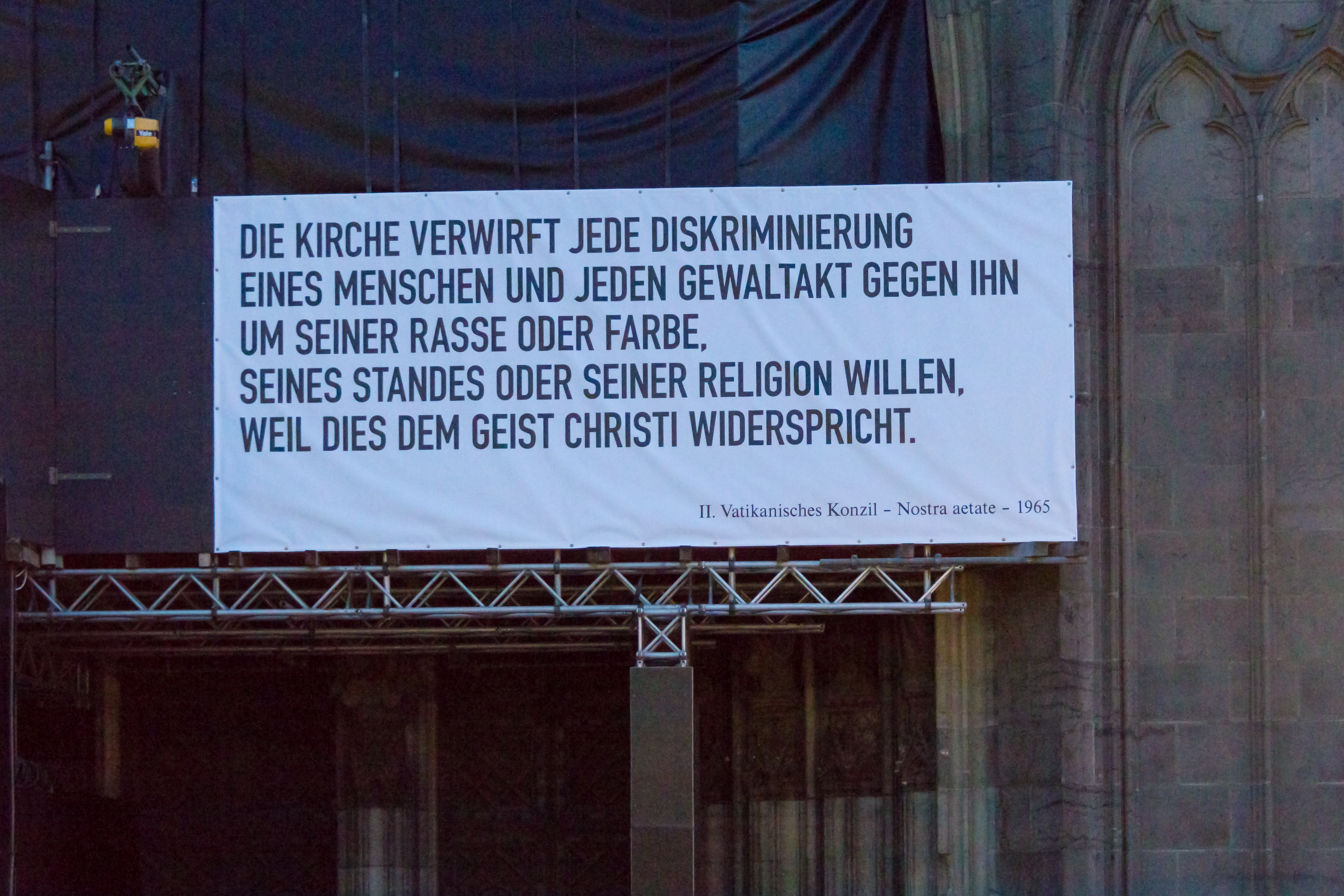
Bezugnahme auf das Konzil am Kölner Dom 2015

- Die „Erklärung Nostra aetate über die nichtchristlichen Religionen, denen zum ersten Mal in der Geschichte ein Konzil ausdrücklich positive religiöse Werte zuerkannte und […] in dem jede Form von Antisemitismus unmißverständlich verurteilt wurde.“

- Das Dekret „Ad gentes“ zur Mission zeigte eine „ökumenische Öffnung, die teilweise über das Ökumenismus-Dekret hinausgeht. Befürwortet wird eine Zusammenarbeit ‚nicht nur zwischen Privatpersonen‘, sondern auch ‚zwischen Kirchen oder Kirchengemeinschaften und ihren Unternehmungen‘. Dabei sollen die getrennten Christen ohne Einschränkung als ‚Christi Jünger’ anerkannt werden.“ (87)

„Am 8. Dezember 1965 wurde in einer Schlußfeier auf dem Petersplatz das Konzil für beendet erklärt.“

### Das Konzil im Rückblick
Bei aller Bedeutung, die dem Konzil in Erwartungen und Wirkungen beigemessen wurde und wird, „darf man nicht vergessen, daß das Zweite Vatikanum ein Konzil des Übergangs war, auf dem sich von Anfang bis Ende zwei divergierende Denkrichtungen gegenüberstanden, die sich in ihrem Elan gegenseitig blockierten.“
„Ein außergewöhnliches ökumenisches Ereignis war (nach Aussage von Teilnehmern) die gemeinsame Gebetsfeier [des Papstes] am 4. Dezember 1965 mit den Beobachtern.“
Die Beobachter

„Die Beobachter hatten für das Zweite Vatikanum eine unleugbare Bedeutung, weil sie […] in die Dynamik der Kirchenversammlung hineingenommen wurden und an deren Ergebnissen teilnahmen, wobei sie selbst von der römischen Kirche eine Vorstellung gewannen, die sich stark von vorgefaßten Meinungen abhob. Zweifellos trugen sie dadurch zur Ökumenizität des Konzils bei.“
Die Bilanz der Teilnahme am Konzil (11. Oktober 1962 – 8. Dezember 1965) umfasste vom erhaltenen Misstrauen ob einer Instrumentalisierung „für die Ziele der römischen Kirche“ über eine „neue Sicht der Beziehung der Kirchen untereinander“ bis zur Darstellung: „Die vorgesehene ‚Beobachtung‘ kam einer Teilnahme gleich, die selbst die kühnsten Hoffnungen übertraf.“

### Wirkungsgeschichte
„Die auf dem Konzil verabschiedeten Texte waren nur ‚Rahmengesetze‘, d.h., allgemeine Bestimmungen, deren wirksame Umsetzung spätere Ergänzungen und Erläuterungen erforderte.“
Theologen und Historiker

„Neigen Theologen dazu, von einem Konzil nur die daraus hervorgegangenen Texte ins Auge zu fassen, so sind sich die Historiker bewußt, daß ein Konzil auch ein Ereignis ist. […] Die fruchtbare Inspiration, die die Verantwortlichen des Konzils leitete und ihnen die Unterstützung einer breiten Mehrheit der Konzilsversammlung sicherte, sowie die sich daraus für die katholische Kirche ergebende Klimaveränderung dürften sich – ungeachtet aller Restaurationsversuche – mit der Zeit als ein noch bedeutenderes Phänomen erweisen als die vom Konzil hervorgebrachten Texte, unbeschadet ihres inhaltlichen Reichtums. Hat das Zweite Vatikanum auch nicht alle Hoffnungen erfüllt […], so leitete es doch eine entscheidende Wende ein.“
Das Konzil konnte keine Krisen verhindern und es hatte auch den neuen Dialog unter den Christen und zwischen den Religionen nicht angestoßen – dieser war an der Basis bereits im Gange –, doch es hatte eine Blockierung dieser Entwicklungen durch ‚institutionelle Gewalten’ erheblich vermindert, wenn nicht gar den Auflösungsprozess jahrhundertealter Abgrenzungen auf den Weg gebracht.

## Laienbewegungen
Die „internationalen christlichen Laienbewegungen […] waren ursprünglich Jugendbewegungen oder Bewegungen im Interesse der Jugend. Der Studenten-Weltbund bleibt das auf Grund seiner Ausrichtung auf die Studenten. Der CVJM und seine Schwesterorganisation (Christlicher Verein Weiblicher Jugend, CVWJ) haben aber ihren Dienst so sehr auf alle Klassen und Alterstufen ausgedehnt, daß man sie besser ‚Laienbewegungen‘ nennt.“
Die „Pionierarbeit“ dieser drei gegen Ende des 19. Jahrhunderts gegründeten Jugendbünde verzweigten sich in nationale Unterorganisationen, schlossen keine Konfessionen aus und verbreiteten sich weltweit. Da Jugendliche als Erwachsene nicht notwendig ihr Engagement beenden, verallgemeinerten sich die Bünde zwischen den Weltkriegen auch nach Altersgruppen hin zu „Laienbewegungen“, die sich zunehmend als „Weltbünde“ organisierten und auch als „Verbündete“ mit den Initiativen zur Bildung des Ökumenischen Rates vernetzten: „Der Zeitraum zwischen den beiden Weltkriegen war für den ökumenischen Standort aller drei Laienbewegungen insofern eine Zeit des Wandels und der Entwicklung, als sie ihren Standpunkt und ihre Prinzipien im Licht neuer Aufgaben und Möglichkeiten neu festzulegen hatten.“ Sie sahen sich gemeinsam als „Teil einer umfassenderen Bewegung in den Kirchen, die sich das Ziel gesetzt hat, eine Lösung für die Gespaltenheit der Kirche Christi zu finden.“
Allerdings gingen in den Laienbewegungen dann doch die jugendspezifischen Interessen, auch die generationsbedingten Lebensweisen, Ideale und Organisationsformen verloren, so dass wieder neue „Jugendbewegungen in mehreren der großen protestantischen Konfessionen das Arbeitsgebiet betraten, das bisher den Laienbewegungen gehört hatten.“ Die ‚Neuen‘ hatten sich bereits 1939 auf der „Weltkonferenz der Christlichen Jugend“ in Amsterdam zusammengetan und die „Schaffung eines ständigen Organs“ geplant: „Nach vorübergehender Unterbrechung durch den Krieg wurden diese Pläne 1945 wieder aufgegriffen, und 1947 wurde die zweite Weltkonferenz der Christlichen Jugend in Oslo abgehalten.“
Wandel nach dem Zweiten Weltkrieg

Die Dynamik der Nachkriegszeit bewirkte jedoch auch Spannungen – etwa wegen eigenständiger Initiativen des Ökumenischen Rates auf dem Gebiet der Jugendarbeit –; vor allem jedoch durch die Kritik der Jugendführer an der Konzentration des Rates auf dem Protestantismus und mangelnder Öffnung nicht nur gegenüber katholischen Mitgliedern (die in Lateinamerika bis zu 95 % der Jugendbünde ausmachten) oder an der Ablehnung von Jugendlichen, die „von keiner Kirche erreicht werden“. Die hohe Verständigungsbereitschaft beider Seiten verhinderte jedoch tiefere Konflikte.
„In den 60er und 70er Jahren (stand) die Öffnung und Anpassung des Christentums an die moderne Welt, ihre Kultur und ihre Lebensformen im Vordergrund des protestantisch-theologischen Denkens.“ Diese „Theologie der Welt“ repräsentierte „eine stärkere Ausrichtung der christlichen Botschaft und der kirchlichen Strukturen auf ihr jeweiliges Umfeld“, eine „Selbstsäkularisierung des Christentums mit dem Willen zur Entklerikalisierung und Entmythologisierung“ und „eine positive Einstellung zur Welt, die jetzt weniger als eine Welt der Sünde, sondern als eine von Gott geliebte Welt verstanden wurde“ sowie eine „Zurückdrängung der individuellen Heilsproblematik zugunsten einer größeren Beachtung der kollektiven Strukturen wie der Zukunft aller Menschen.“

### Christliche Jugendbewegung
Schon am Ende des 19. Jahrhunderts und stärker noch nach dem Ersten Weltkrieg entwickelte sich die christliche Jugendbewegung insgesamt im Rahmen einer generellen Formierung der Jugend in großer Vielfalt hin zu Gruppen mit betonter Eigenständigkeit, allenfalls organisiert mit Gleichgesinnten in zahlreichen ‚Bünden‘. Selbst konfessionell orientierte Gemeinschaften bevorzugten die Selbstverantwortung gegenüber ‚ihren‘ Institutionen.
Nach dem Zweiten Weltkrieg führte der gesellschaftliche Wandel – freizügig gestaltbar im Westen – in und ‚neben‘ den Kirchen zu vielfältigem Engagement der Jugend für die ökumenischen Ideen als auch zu Auseinandersetzungen mit dem Christentum, dem Glauben und der Religion. Im Lauf der ersten Jahrzehnte der Nachkriegszeit verbreiteten sich diese ‚Bewegungen‘ weltweit.
„Während ein Flügel der Christenheit vor zuviel Einmischung in die Fragen der Welt warnte, drängte vor allem die Jugend auf stärkere und entschiedenere Parteinahme. Während konservative Gruppen der ökumenischen Bewegung vorwarfen, sie habe das Evangelium gegen eine Ideologie der Vereinten Nationen eingetauscht, trugen die Jugenddelegierten ihre Forderung nach aktiver Friedensarbeit immer leidenschaftlicher vor. Sie faßten ihre eigenen Resolutionen.“

## Institutionalisierung und Laienbewegung
Nach den Weltkriegserfahrungen war der Weg – vor allem im europäischen Raum – zu einem Neubeginn auch durch den Willen der Konfessionen zum ideologischen Kompromiss und einem Zusammenschluss der ökumenischen Organisationen geebnet. 1948 war der Ökumenische Rat der Kirchen gegründet worden.
„Die ökumenischen Beziehungen zwischen Katholiken und Protestanten entwickelten sich sowohl an der Basis wie auf der amtlichen Ebene von Theologen und kirchenleitenden Vertretern. [… Auf theologischer Ebene entwickelten sich Dialoge zwischen verschiedenen Konfessionen …] An der Basis entwickelten sich konfessionell gemischte Zentren, verschiedene Gruppen und Bewegungen, in denen Protestanten und Katholiken gemeinsam agierten.“
Da unter dem Nationalsozialismus die kirchlichen Institutionen und ihr gesellschaftlicher Einfluss in Deutschland stark zurückgedrängt worden waren, konnte sich nach dem Zusammenbruch der Hitler-Diktatur in der Nachkriegszeit in den Westzonen ein Neuaufbau entwickeln, der zum einen fortschrittlichen und oppositionellen Kräften die Initiative und zum andern den ‚Laien’ – den Gemeindemitgliedern – viel Spielraum für ein selbstbestimmtes Engagement ermöglichte.

### Entwicklung in Deutschland
Nachdem sich das gesellschaftliche Leben wieder formiert hatte, begann die Jugendgeneration, die in den Ruinen aufgewachsen war, mit kritischen Fragestellungen, die auch vor der Rolle der Kirchen im Nationalsozialismus nicht Halt machten. Zum einen wurde mangelnder Widerstand festgestellt bis hin zu bereitwilliger Unterwerfung und gar aktiver Unterstützung – etwa durch die „Deutschen Christen“ –, zum andern gab es positive Beispiele – die Bekennende Kirche auf evangelischer Seite –, die als Vorbild dienen konnten. Vor allem wurde jedoch die ‚Trennung der Konfessionen’, die fehlende Einheit als Ursache für das Versagen empfunden.
So kam es gerade in den konfessionellen Jugendorganisationen zu vielen Initiativen hin zu Gemeinsamkeit, die in den 1960er Jahren schließlich auf allen Ebenen zu einer Erneuerung in der Geschichte der Ökumene führte. Erst in der Nachkriegszeit konnte von einer „ökumenischen Bewegung“ im umfassenden Sinne des Begriffs gesprochen werden.

### Einfluss der Jugendbewegung
Die Erneuerung der Kirchen wie auch der ökumenischen Aktivitäten ging nach dem Zweiten Weltkrieg in erster Linie von der Jugend aus, die zum einen die Annäherung der Institutionen begrüßte und unterstützte, doch sich in ihren eigenen Aktivitäten nicht mehr bevormunden oder steuern ließ – vor allem in der Ablehnung ‚trennender‘ kirchlicher Formen und Riten oder in der Ignoranz traditioneller Vorbehalte von Mitgliedern verschiedener Konfessionen. War diese Haltung eine allgemeine Tendenz der Jugendgenerationen der 60/70er Jahre, so entstand der nachhaltige Einfluss auf die ökumenische Bewegung über die Reorganisation der bündischen Jugend in den nun ‚offenen‘ christlichen Gemeinden. Anfangs noch ‚bündisch‘ an „Lager & Fahrten“ orientiert – jedoch mit hohem Anspruch an Eigenständigkeit –, engagierten sich ‚die Älteren‘ danach in der Ökumene ‚vor Ort'.

## Praxis der Ökumene in Deutschland

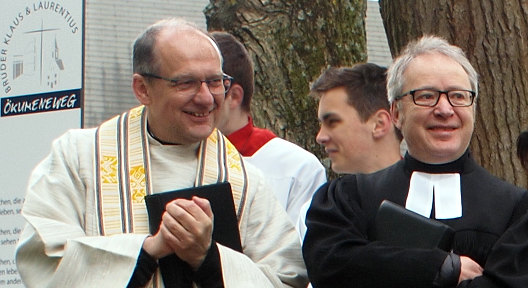
Einweihung eines Ökumeneweges zum Reformationsjubiläum 2017 durch die beiden Stadtdekane

Bereits Ende der 1950er Jahre bildeten sich in Deutschland erste „Ökumenische Kreise“, die unabhängig von kirchlichen Institutionen Interessenten versammelten, deren persönliches Anliegen eine Überwindung der konfessionellen Spaltung war.
„1957 gab sich eine Reihe verantwortungsbewußter Persönlichkeiten aus beiden Konfessionen den Namen ‚Augsburger Kreis für christliche Verständigung‘. […] Den ‚Augsburgern’ ging es darum, die ‚sehr zarte Pflanze des Friedens unter den Konfessionen‘ im weiten Kreis des gesellschaftlichen Lebens zu pflegen. Deshalb wendet sich der Kreis besonders an führende Persönlichkeiten der Wirtschaft, der Bildung und der Arbeit, an Leute, die ‚eine in der Wirklichkeit des gesellschaftlichen und kulturellen Lebens wirksam werdende Diskussion tätigen können.‘“

### Arbeitsgemeinschaft Ökumenischer Kreise
Bis Ende der 1960er Jahre hatte sich eine Vielzahl ähnlicher Kreise gebildet, doch „hatte (man) festgestellt, dass diese Kreise in der Bundesrepublik weithin beziehungslos nebeneinander bestehen und arbeiten“, sodass auf Initiative „der Ökumenischen Centrale in Frankfurt/M und vom Ökumenischen Institut der Abtei Niedereichbachtal […] auf einer ersten Tagung freier ökumenischer Gruppen […] im Frühjahr 1969 die Arbeitsgemeinschaft Ökumenischer Kreise (AÖK) gegründet (wurde).“
1970 beteiligte sich die AÖK nach ihrer zweiten Bundestagung an Vorbereitung und Durchführung des Augsburger Ökumenischen Pfingsttreffen. Die dritte Bundestagung 1972 stand unter dem Motto „Ökumene in der Krise“ – eine Krise die von den freien Gruppen weniger sich selbst als den Kirchen zugeordnet wurde: „Die AÖK beweist, daß die Behauptung, die Kirche existiere in ihren Ämtern und Strukturen, aber sie lebe und wirke in ihren freien Aktivitäten, ein Stück Wahrheit enthält.“
Die Arbeitsgemeinschaft Ökumenischer Kreise (AÖK) war ein auf Selbstorganisation beruhender Verbund, der parallel zur ‚amtlichen‘ Arbeitsgemeinschaft Christlicher Kirchen (ACK) bestand.
Im „Januar 1973 fand zum ersten Mal eine Tagung für regionale Arbeitsgemeinschaften christlicher Kirchen statt,“ in deren Rahmen eine Arbeitsgruppe sich mit den freien ökumenischen Gruppen befasste:
„Die ökumenische Bewegung verdankt ihre Entstehung von Anfang an Initiativen von Einzelnen und Gruppen. Inzwischen ist sie in die Verantwortung der Kirchen übernommen worden. Aber auch weiterhin bleibt die Ökumene als Bewegung auf die Initiative von einzelnen und von Gruppen angewiesen. Auf deren qualifizierte Mitarbeit wird die kirchenamtliche ökumenische Arbeit nicht verzichten können. […] Gemeinsam ist all diesen Gruppen, daß sie nicht im amtlichen Auftrag der Kirchen handeln, daß aber ihr Handeln als Lebensäußerung der Kirchen zu verstehen ist. […] Darum besteht eine wechselseitige Verpflichtung: Die Gruppen müssen sich bemühen, ihren Dienst in dieses Ganze einzubringen, und die kirchlichen Stellen auf allen Ebenen müssen diesen Dienst bereitwillig annehmen und ihm Raum geben.“ Die organisatorische Ebene – die Integration „der Basisvertreter in die Entscheidungsgremien“ – wurde
- durch Berufung einer „bestimmten Anzahl von Vertretern der Basis“ seitens der Mitglieder der Arbeitsgemeinschaft der christlichen Kirchen auf Vorschläge der freien Initiativen geregelt: „Diese Form der Mitarbeit sichert ein Höchstmaß von Beteiligung.“
- „Die Arbeitsgemeinschaft wählt aus den Vertretern der Gruppen zusätzliche Beisitzer mit beratender Stimme. Bei dieser Lösung ist zumindest eine unmittelbare Kommunikation auch im Entscheidungsprozeß möglich.“[34]

Der diffus wirkende Vorschlag zu den „Basisvertretern in den Entscheidungsgremien“ klärt sich in den detailliert ausgeführten Regelungen in Baden-Württemberg und Bayern:
- In Baden-Württemberg konnten „Vertreter freier Gruppen“ in den Kommissionen der Arbeitsgemeinschaft christlicher Kirchen mitwirken, in Bayern konnten die „ökumenischen Gruppen im Benehmen mit der AÖK (Region Bayern) bis zu 8 Vertreter [zur Landeskonferenz] (benennen). Diese haben beratende Funktion.“

In Berichten im Rundbrief der AÖK, Pfingsten 1973, wird angesprochen, dass zur Einstufung als Berater „die Entscheidung nicht ganz leicht (fiel)“ bzw. es wurde gesehen, dass zwar „eine Aufwertung der AG Christlicher Kirchen“ durch die Beteiligung erfolgte und „innerhalb unserer Kirchen sind wir so oder so ökumenisch Beauftragte.“ Doch: „Das allein ist zu wenig. […] So bin ich mehr denn je der Ansicht, daß es eine AÖK geben muß.“

### Fazit
Die „Zusammenarbeit“ zwischen den „freien“ Ökumenischen Kreisen mit der „Amtskirche“ führte zur allmählichen Absorption der unabhängigen Gruppen in die Institutionen. Die Vertreter – häufig „junge Pfarrer“, die ihrerseits mit der Zeit ‚institutionelle Interessen‘ entwickeln mussten –, besaßen in den gemeinsamen Gremien keine Entscheidungsbefugnisse und waren zu „Beratern“ neutralisiert. In ihren Gruppen waren sie jedoch privilegiert; zum andern konnten sie keine ‚oppositionellen‘ Ideen und Aktivitäten im kirchlichen Leben mehr über eine Beteiligung an Entscheidungen wirksam machen. Dadurch waren die Kreise gleichsam wieder auf ihre Ausgangsposition zurückgesetzt und hätten sich erneut ‚unabhängig‘ machen müssen. Die gesellschaftliche Lage in den 1970er Jahren hatte sich jedoch stark verändert. Die Initiative, die immer noch bei der Jugend lag, bezog sich zunehmend auf die politische Ebene – dynamisiert durch die Erkenntnisse der Bedrohung der Umwelt und den Gefahren der Atomenergie sowie durch den nachhaltigen Einsatz zur Demokratisierung politischer und gesellschaftlicher Institutionen. Die Jungen in den Kirchen reagierten mit ihrem Engagement für die Kirchentage, die mit ihrem Veranstaltungscharakter („open air“) allgemein jugendlichen Vorlieben entgegenkam und zu einem Treffpunkt von einzelnen und Gruppen aller Farben wurde.